# Undead Girl Murder Farce
 Undead Girl Murder Farce (アンデッドガール・マーダーファルス, Andeddo gāru mādā farusu) est une série de light novel japonais écrite par Yugo Aosaki publiés depuis décembre 2015.
Une adaptation manga illustrée par Haruka Tomoyama est prépubliée dans le Monthly Shōnen Sirius à partir de juin 2016 avant d'être transféré dans le Nemesis en 2017, puis sur le magazine en ligne Web Comic Days en 2018 et publié en volumes reliés par Kōdansha. La version française sera éditée à partir du 24 avril 2024 par Panini Manga.
Une adaptation en série télévisée d'animation, intitulée Undead Murder Farce, produite par Lapin Track (en), est diffusée sur Fuji TV entre du 6 juillet au 28 septembre 2023.

## Synopsis
Se déroulant entre la fin du XIXe siècle et le début du XXe siècle dans un monde rempli de créatures surnaturelles et magiques, Tsugaru Shinuchi, un demi-démon, aux côtés du serviteur Shizuku Hasei, quitte le Japon et se lance dans un voyage à travers l'Europe pour récupérer le corps d'Aya Rindo, qui a été décapité par un méchant inconnu avant le début de la série avec seulement la tête d'Aya comme preuve vivante du voyage.

## Personnages

### La cage et ses porteurs
Aya Rindô (輪堂 鴉夜, Rindō Aya)
Voix japonaise : Tomoyo Kurosawa
Une jeune femme immortelle de l'ère Meiji, qui a été décapitée par un assaillant inconnu demi-démon venu de Grande-Bretagne et qui lui a volé son corps. Elle ne peut pas mourir, mais comme elle a été blessée par un demi-démon, elle ne peut pas non plus se régénérer. Sa tête continue donc à vivre, portée par Tsugaru dans une cage à oiseau, à la recherche de son agresseur, tout en résolvant des enquêtes impliquant des monstres.
Tsugaru Shin'uchi (真打 津軽, Shinuchi Tsugaru)
Voix japonaise : Taku Yashiro
Un demi-démon, surnommé « le Porteur de cage ». C'est le même agresseur que celui qui a décapité Aya qui lui a injecté du sang du démon, lui faisant obtenir un pouvoir démoniaque, qui prend progressivement le dessus sur sa partie humaine.
Shizuku Hasei (馳井 静句, Hasei Shizuku)
Voix japonaise : Makoto Koichi
Une soubrette qui sert Aya.

### France
Annie Kerber (アニー・ケルベル, Anī Keruberu)
Voix japonaise : Sayumi Suzushiro
Arsène Lupin (アルセーヌ・ルパン, Arusēnu Rupan)
Voix japonaise : Mamoru Miyano
Le Fantôme (ファントム, Fantomu)
Voix japonaise : Hiro Shimono
Ganimard (ガニマール, Ganimāru)
Voix japonaise : Kōsei Hirota

### Angleterre
Sherlock Holmes (シャーロック・ホームズ, Shārokku Hōmuzu)
Voix japonaise : Shin'ichirō Miki
John H. Watson (ジョン・H・ワトソン, Jon H Watoson)
Voix japonaise : Masaki Aizawa
Phileas Fogg (フィリアス・フォッグ, Firiasu Foggu)
Voix japonaise : Hideaki Tezuka
Passepartout (パスパルトゥー, Pasuparutū)
Voix japonaise : Hidenari Ugaki
Lestrade (レストレード, Resutorēdo)
Voix japonaise : Taiten Kusunoki

### Allemagne
Nora (ノラ)
Voix japonaise : Maaya Uchida
Véra (ヴェラ)
Voix japonaise : Yumiri Hanamori
Kaya (カーヤ, Kāya)
Voix japonaise : Saima Nakano

### Royce
Reynold Stinghart (レイノルド・スティングハート, Reinorudo Sutinguhāto)
Voix japonaise : Shin'ichiro Kamio
Fatima Double Darts (ファティマ・ダブルダーツ, Fatima Daburu Dātsu)
Voix japonaise : Sara Matsumoto

### Banquet
James Moriarty (ジェームズ・モリアーティ, Jēmuzu Moriāti)
Voix japonaise : Wataru Yokojima
Aleister Crowley (アレイスター・クロウリー, Areisutā Kurōrī)
Voix japonaise : Tomokazu Sugita
Carmilla (カーミラ, Kāmira)
Voix japonaise : Reina Kondō (en)
Victor (ヴィクター, Vikutā)
Voix japonaise : Itaru Yamamoto
Jack l'Éventreur (切り裂きジャック, Kirisaki Jakku)
Voix japonaise : Soma Saito

## Médias

### Roman
Écrit par Yugo Aosaki, Undead Girl Murder Farce est publié pour la première fois par Kōdansha le 17 décembre 2015 sous le label Kodansha Taiga. Quatre volumes sont sortis à la date de juillet 2023.

### Mangas
Une adaptation manga illustrée par Haruka Tomoyama commence sa prépublication dans le magazine Monthly Shōnen Sirius de Kōdansha le 25 juin 2016. Il est ensuite transféré dans le magazine Nemesis de Kōdansha le 9 juin 2017. Après que Nemesis ait cessé de paraître, la série est à nouveau déplacée sur le site Web de Comic Days. En juin 2018, trois volumes tankōbon ont été publiés.
En mai 2021, Kōdansha USA annonce avoir obtenu les droits du manga pour une publication numérique en anglais.

### Animé
Une adaptation en série télévisée animée est annoncée lors de la Fuji TV Anime Lineup Presentation 2023, le 22 mars 2023. La série est produite par Lapin Track (en) et réalisée par Mamoru Hatakeyama, avec Noboru Takagi comme scénariste en chef, Noriko Ito au chara design basé sur les concepts de Zerogo Iwamoto tout en servant également de directeur de l'animation en chef aux côtés de Naho Kazono et Yuma Yamaguchi composant la musique. Les treize épisodes de la série sont diffusés entre le 6 juillet 2023 et le 28 septembre 2023 sur le bloc de programmation +Ultra de Fuji Television. Le thème d'ouverture est Crack-Crack-Crackle de CLASS:y tandis que le thème de fin est Reversal d'Anna. Crunchyroll possède les droits de diffusion de la série en dehors de l'Asie.

#### Liste des épisodes
| No | Titre français                             | Titre japonais   | Titre japonais           | Date de 1re diffusion |
| No | Titre français                             | Kanji            | Rōmaji                   | Date de 1re diffusion |
| -- | ------------------------------------------ | ---------------- | ------------------------ | --------------------- |
| 1  | Le tueur de démons                         | 鬼殺し           | Onigoroshi               | 6 juillet 2023        |
| 2  | Vampires                                   | 吸血鬼           | Kyūketsuki               | 13 juillet 2023       |
| 3  | L'immortelle et le démon                   | 不死と鬼         | Fushi to Oni             | 20 juillet 2023       |
| 4  | Shin'uchi entre en scène                   | 真打登場         | Shin'uchi Tōjō           | 27 juillet 2023       |
| 5  | L'immortel de Londres                      | 倫敦の不死者     | Rondon no Fushisha       | 3 août 2023           |
| 6  | Le gentleman cambrioleur et les détectives | 怪盗と探偵       | Kaitō to Tantei          | 10 août 2023          |
| 7  | Mêlée générale                             | 混戦遊戯         | Konsen Yūgi              | 17 août 2023          |
| 8  | Banquet nocturne                           | 夜宴             | Ya'en                    | 24 août 2023          |
| 9  | Loups-garous                               | 人狼             | Jinrõ                    | 31 août 2023          |
| 10 | La brume dans le ravin                     | 霧の窪地         | Kiri no Kubochi          | 7 septembre 2023      |
| 11 | La tanière des loups                       | 狼の棲家         | Okami no Sumika          | 14 septembre 2023     |
| 12 | Là où les chemins se rejoignent            | 流れの交わる場所 | Nagare no Majiwaru Basho | 21 septembre 2023     |
| 13 | Le nom du coupable                         | 犯人の名前       | Hannin no Namae          | 28 septembre 2023     |